# Luz Silva
Luz Silva Berrios (10 marzo 1930) è un'ex cestista cilena.

## Carriera
Con il Cile ha disputato i Campionati mondiali del 1957 e due edizioni dei Giochi panamericani (Chicago 1959 e San Paolo 1963).